# Luftwaffe (Bundeswehr)
Luftwaffe je běžně používaný název pro německé letectvo. Také to byl oficiální název dvou ze čtyř dřívějších německých vzdušných sil - odnož Wehrmachtu založená v roce 1935 a rozpuštěna v roce 1946 a současná odnož Bundeswehru, založená v roce 1956 v Západním Německu (ve Východním Německu fungovaly Luftstreitkräfte der NVA). Jeho historie sahá až do roku 1910, kdy vznikly Vzdušné síly císařského Německa. Kvůli první světové válce nemohlo mít Německo v letech 1918–1935 žádné letectvo. Podobná situace následovala po druhé světové válce do roku 1955. Od té doby se letectvo SRN zúčastnilo bojových operací v 90. letech, kdy zasahovalo na Balkáně a později v Afghánistánu.

## Seznam letadel
| Letadlo                    | Foto              | Země původu                                 | Typ                                                 | Verze               | Ve službě      |
| Bojová letadla             | Bojová letadla    | Bojová letadla                              | Bojová letadla                                      | Bojová letadla      | Bojová letadla |
| -------------------------- | ----------------- | ------------------------------------------- | --------------------------------------------------- | ------------------- | -------------- |
| Eurofighter Typhoon        |                   | Spojené království Německo Itálie Španělsko | stíhací letadlo                                     | ST                  | 11320          |
| Panavia Tornado            |                   | Spojené království Německo Itálie           | stíhací bombardér letadlo pro rádioelektronický boj | IDSECR              | 8729           |
| Dopravní letadla           |                   |                                             |                                                     |                     |                |
| Global Express 5000        |                   | Kanada                                      | doprava VIP                                         | Global Express 5000 | 4              |
| Airbus A319CJ              |                   | Německo                                     | doprava VIP                                         | A319CJ              | 2              |
| Airbus A340                |                   | Francie                                     | doprava VIP                                         | A340-313            | 2              |
| Transall C-160             |                   | Německo                                     | taktický dopravní                                   | C-160D              | 68             |
| Airbus A400M Atlas         |                   | Španělsko                                   | taktický dopravní letoun                            | A400M               | 4              |
| Airbus A310 MRTT           |                   | Francie                                     | strategický dopravní                                | A310-304            | 1              |
| Airbus A310 MRTT           | tankovací letadlo | Francie                                     | A310-304 MRTT                                       | 4                   |                |
| Vrtulníky                  |                   |                                             |                                                     |                     |                |
| Eurocopter AS532 Cougar    |                   | Francie                                     | doprava VIP                                         | AS532U2             | 3              |
| VFW-Fokker/Sikorsky CH-53G |                   | Německo                                     | dopravní                                            | CH-53GA             | 79             |
| Cvičná letadla             |                   |                                             |                                                     |                     |                |
| Grob G 120                 |                   | Německo                                     | cvičný                                              | G 120A              | 6              |
| Beechcraft T-6 Texan II    |                   | USA                                         | cvičný                                              | T-6A                | 69             |
| Northrop T-38 Talon        |                   | USA                                         | cvičný proudový                                     | T-38C               | 35             |
| Bezpilotní letadla         |                   |                                             |                                                     |                     |                |
| EuroHawk                   |                   | Německo                                     | bezpilotní letadlo                                  | RQ-4B Block 20      | 1              |
| EuroHawk                   | USA               |                                             | bezpilotní letadlo                                  | RQ-4B Block 20      | 1              |
| IAI Heron                  |                   | Izrael                                      | bezpilotní letadlo                                  | IAI Heron           | 3              |